# Hyperbatus segmentator
Hyperbatus segmentator är en stekelart som först beskrevs av Holmgren 1857.  Hyperbatus segmentator ingår i släktet Hyperbatus och familjen brokparasitsteklar. Arten är reproducerande i Sverige. Inga underarter finns listade i Catalogue of Life.